# Océanite de Wilson
Oceanites oceanicus
 (avril 2015).
Si vous disposez d'ouvrages ou d'articles de référence ou si vous connaissez des sites web de qualité traitant du thème abordé ici, merci de compléter l'article en donnant les références utiles à sa vérifiabilité et en les liant à la section « Notes et références ».
Espèce
Synonymes
- Procellaria oceanica
- Procellaria wilsonii

Statut de conservation UICN

 LC  : Préoccupation mineure
L'Océanite de Wilson (Oceanites oceanicus) est une espèce de petits oiseaux de mer très abondants qui nichent en Atlantique Sud et en Antarctique et migrent au Nord durant l’hiver austral.

## Alimentation
Elle possède un odorat performant, comme l'océanite culblanc.
Elle peut plonger pour pêcher, mais assez peu profondément (moins d'un mètre).

## Prédation
Adultes, elles ont peu de prédateurs, mais les œufs et les petits, ainsi parfois que les adultes sont attaqués dans les colonies par les labbes dans les terriers pendant les tempêtes de neige.
Lors de la saison de reproduction, elles passent la journée en mer et reviennent la nuit pour nourrir les petits.[réf. nécessaire]

## Migration
C'est l'oiseau qui a le plus long circuit de migration : en juillet/août, il vole vers l'Arctique pour s'y nourrir, et en décembre/janvier, il retourne en Antarctique pour se reproduire en profitant de l'été austral, ce qui lui fait près de 40 000 km à parcourir par an, l'équivalent à vol d'oiseau d'un tour du monde.[réf. nécessaire]

## Sous-espèces
D'après la classification de référence (version 14.1, 2024) de l'Union internationale des ornithologues, l'Océanite de Wilson possède 3 sous-espèces :
- Oceanites oceanicus oceanicus, (Kuhl, 1820) ;
- Oceanites oceanicus exasperatus Mathews, 1912 ;
- Oceanites oceanicus chilensis Murphy, 1936.